# Liure
Liure is een gemeente (gemeentecode 0707) in het departement El Paraíso in Honduras.
Het dorp maakte tot 1843 deel uit van de gemeente Texiguat. De naam Liure betekent in het Nahuatl: "Water van veren". Het kan ook een verbastering van het Spaanse woord libre ("vrij") zijn. De bewoners zouden dit woord gekozen hebben toen de gemeente zich losmaakte van Texiguat.
De hoofdplaats ligt aan de Río Grande de Liure.

## Bevolking
De bevolking is als volgt verdeeld:
| Vrouwen | 2159 | 52,3% |
| Mannen  | 1967 | 47,7% |

## Dorpen
De gemeente bestaat uit zes dorpen (aldea), waarvan de grootste qua inwoneraantal: Bocuire (code 070703) en Monte Grande (070704).